# Castell d'Arnes
El Castell d'Arnes és un edifici d'Arnes (Terra Alta) declarat Bé Cultural d'Interès Nacional.

## Descripció
Del castell d'Arnes només es conserven en l'actualitat restes de murs de carreus, alguns dels quals han estat aprofitats com a habitatges. A la part que dona al carrer Onze de Setembre encara es pot observar el sòcol rocós sobre el qual s'assenten els murs.